# Emilio Chuvieco Salinero
Emilio Chuvieco es Catedrático de Geografía de la Universidad de Alcalá y director de la cátedra de ética ambiental UAH, exdirector del máster en Tecnologías de la Información Geográfica, y coordinador del Grupo de Investigación en Teledetección Ambiental.

## Trabajo
Ha coordinado 34 proyectos y 23 contratos de investigación. Ha dirigido 41 tesis doctorales. Es autor de 33 libros y de 408 artículos científicos. Ha sido presidente de la Asociación Española de Teledetección y del grupo de Tecnologías de la Información Geográfica de la Asociación de Geógrafos Españoles. Líder científico del proyecto Fire CCI de la Agencia Espacial Europea desde 2010, y coordinador científico del proyecto europeo FirEUrisk. Miembro correspondiente de la Academia de Ciencias. Coeditor principal de Remote Sensing of Environment  desde 2015 a marzo de 2020.

## Libros
Algunos de ellos:
- 2020 Fundamentals of Satellite Remote Sensing: An Environmental approach.
- 2017 Sentido y vivencia del celibato de los laicos.
- 2017 ¡Entusiásmate!: Diez hitos para encontrar la alegría.
- 2015 Cuidar la Tierra: Razones para conservar la Naturaleza, con María Angeles Martín.
- 2012 Give God a Second Chance.
- 2008 ¡Piénsatelo! Descubrir la razón de ser cristiano.
- 2006 Teledetección ambiental: la observación de la Tierra desde el espacio.
- 1990 Fundamentos de Teledetección.

## Premios
- Premio del Consejo Social a la Transferencia de Conocimiento Universidad-Sociedad en 2000.[2]
- Premio investigación sobre incendios forestales del Ministerio de Medio Ambiente “Premios Batefuegos de Oro” en 2004
- Premio a la excelencia investigadora de la Universidad de Alcalá en 2021
- Premio Rey Jaime I Protección de Medio Ambiente 2022[3]

## Reconocimientos
Medalla de honor de la Universidad de Alcalá 2021

## Entrevistas
Emilio Chuvieco en TEDxAlcarriaSt, un evento anual en el que varios ponentes de distintas disciplinas comunican sus ideas alrededor del lema del evento elegido para ese año. ¿Existe el cambio climático?